# Lena Wagner
Lena Wagner (* 31. Dezember 1986) ist eine deutsche Fußballspielerin, die zuletzt beim ETSV Würzburg unter Vertrag stand.

## Karriere
Wagner bestritt von 2004 bis 2006 23 Erst- und Zweitligaspiele für den TSV Crailsheim. In den beiden folgenden Saisons stand sie zwar im Kader, kam aber nicht mehr zum Einsatz. Im Sommer 2008 wechselte Wagner zusammen mit ihren Mitspielerinnen Stefanie Kübler, Martina Honecker und Julia Manger zum damaligen Bayernligisten ETSV Würzburg, mit dem sie im Jahr 2010 in die Regionalliga aufstieg.

## Erfolge
- 2009/10: Aufstieg in die Regionalliga mit dem ETSV Würzburg.